# Вагнер, Егор Егорович
Его́р Его́рович Ва́гнер (9 декабря 1849 года, Казань — 27 ноября 1903 года, Варшава) — российский химик-органик, прославившийся открытием «реакции Вагнера», названной в его честь.
Представитель Казанской химической школы.

## Детство и юность
Дедом Егора Егоровича Вагнера был Август Вагнер, фармацевт из Восточной Пруссии, который переехал в город Казань, где открыл собственную аптеку и женился на местной девушке из немецкой семьи. Брак был счастливым, но недолгим — Август Вагнер скоропостижно скончался, оставив жене сына Егора и дочь Марию.
Вдова вышла замуж за аптекаря Бахмана. Когда маленький Егор Августович подрос, его отдали в гимназию. Высшее образование юноша получил в Казанском университете, избрав своей специальностью юридические науки.
Всю жизнь Егор Августович Вагнер состоял на государственной службе — сначала работал в удельном, а затем в акцизном ведомстве. По служебным делам ему постоянно приходилось разъезжать по всей стране; оседлый образ жизни он стал вести, только когда ему предложили постоянную работу в Казани.
Вскоре после окончания университета Егор Августович женился на Александре Михайловне Львовой — дочери директора Казанской гимназии. Александра Михайловна отличалась особой душевной теплотой, увлекалась музыкой и театральным искусством. Обладая приятным голосом, она пела на семейных праздниках и участвовала в домашних спектаклях.
9 декабря 1849 года в молодой семье Вагнеров родился сын — будущий ученый, названный в честь отца Егором. Не прошло и года после рождения мальчика, как его мать скончалась от чахотки. Поскольку отец маленького Егора все время был в разъездах, о мальчике заботились дедушка и бабушка.
Тем временем Егор Августович вернулся в Казань на постоянное жительство и женился во второй раз. Он хотел забрать сына к себе, но тот отказался, так как был мало знаком с отцом и хотел остаться с теми, кто его воспитывал. Егор Августович понял, как болезненно будет переживать мальчик расставание с бабушкой и дедушкой, и согласился, чтобы сын и дальше жил в семье Бахманов.
Когда скончался старый аптекарь Бахман, Егора отправили в частный пансион, находившийся вблизи города Вендена в Лифляндской губернии (территория нынешней Латвии). Пансион представлял собой закрытое учебное заведение со строго регламентированным режимом и жесткой дисциплиной. Для Егора Вагнера, привыкшего к неограниченной свободе и полной самостоятельности, переход к жизни в новых условиях протекал довольно болезненно, и на первых порах нередко случались конфликты. Он так и не смог полностью свыкнуться со строгими распорядками пансиона, и зимой 1865 года, за год до окончания курса, шестнадцатилетний Егор Вагнер бежал из пансиона домой к отцу. Денег едва хватило добраться до Нижнего Новгорода, и остаток пути до Казани Егору пришлось проделать пешком вместе с обозом, который двигался вдоль Волги. Егор Августович встретил сына без слова укоризны и лишь пошутил: «Ну, брат, ты совершенный Ломоносов, только наоборот: тот бежал с обозом к учению, а ты — от учения».

## Казанский университет
Вернувшись домой, Егор стал усиленно готовиться к поступлению в Казанский университет, и через два года, в июне 1867-го он прошёл вступительные испытания на юридический факультет. На выбор будущей специальности большое влияние оказал отец, однако Егор и сам интересовался юриспруденцией. В 60-х годах в России была проведена реформа судопроизводства, и поэтому карьера юриста представлялась ему весьма привлекательной.
Все свободное от занятий время студент Вагнер посвящал театру. Он играл во всех студенческих постановках и не пропускал ни одной премьеры на большой сцене. Проявляя несомненное актёрское дарование, Вагнер приобрел большую известность в кругу почитателей театра.
На третьем году обучения Егор Вагнер охладел к юридическим наукам и подал прошение о переводе на первый курс разряда естественных наук на физико-математическом факультете. Из всех естественных наук более всего его привлекала химия, и в этом не было ничего удивительного – Казанский университет славился высоким качеством преподавания химии, казанская химическая научная школа, созданная Н.Н. Зининым и А.М. Бутлеровым, получила мировое признание. Лекции по химии читал ученик А.М. Бутлерова – совсем молодой и очень талантливый профессор А.М. Зайцев. Именно под его влиянием Егор Вагнер окончательно решил посвятить себя химии, которая по его собственным словам «приводила его в необыкновенный восторг» и «потрясала до глубины души». В то время работы А.М. Зайцева были посвящены экспериментальному обоснованию важнейших положений теории химического строения А.М. Бутлерова.  Одним из направлений исследований являлся синтез изомерных спиртов, которые были предсказаны теорией химического строения. Именно к этим работам был привлечен студент Вагнер.
Совмещая академическую учёбу и плодотворную работу в области органического синтеза под руководством А.М. Зайцева, Вагнер закончил обучение в мае 1874 года, успешно сдав государственные экзамены. По результатам экзаменов он был рекомендован руководством факультета к получению кандидатской степени после предоставления диссертации. Диссертация на тему «Синтез диэтилкарбинола, нового изомера амильного алкоголя» была защищена Вагнером осенью 1874 года и получила положительную оценку рецензентов. Получив степень кандидата естественных наук, той же осенью двадцатипятилетний Егор Егорович по представлению А.М. Зайцева был оставлен при Казанском университете для приготовления к профессорскому званию.
В конце 1874 года в «Журнале Русского химического общества и физического общества» вышла большая статья Е.Е. Вагнера и А.М. Зайцева о новом синтетическом методе получения вторичных спиртов на примере диэтилкарбинола, заключавшемся в  действии иодистого этила и металлического цинка на этиловый эфир муравьиной кислоты. Это открытие получило достойную оценку химического сообщества и вошло в историю как реакция Вагнера — Зайцева.

## Петербургский университет
В августе 1875 года по рекомендации Зайцева Вагнер был командирован в Петербургский университет, чтобы продолжить работу по синтезу вторичных спиртов в лаборатории А.М. Бутлерова. Кроме того, молодой ученый неоднократно выступал на заседаниях Русского Химического общества, где собирались важнейшие представители отечественной химии. Сообщения о его работах вызывали неизменный интерес, обусловленный и новизной идей, и важными результатами, и незаурядными ораторскими способностями самого Вагнера. Поэтому, когда срок командировки подошёл к концу и Егору Вагнеру нужно было возвращаться в Казань, профессор Н.А. Меншуткин, бывший в то время одним из ведущих химиков в Санкт-Петербургском университете, предложил ему должность лаборанта в своей лаборатории аналитической химии. Так началась педагогическая деятельность Егора Егоровича Вагнера, которая продолжалась с неизменным успехом 25 лет — вплоть до его смерти в 1903 году.
Егор Егорович мечтал разработать общий способ получения вторичных спиртов действием различных цинкалкилов на альдегиды разных гомологических рядов. В ходе этих исследований был составлен ряд химической активности альдегидов (исходя из скорости их взаимодействия с цинкэтилом). Результаты работы Вагнера в Петербургском университете составили первый раздел его магистерской диссертации. Кроме того, именно в Петербурге, в лабораториях Бутлерова и Меншуткина, произошло его становление как ученого и педагога.

## Ново-Александрийский институт сельского хозяйства и лесоводства
В 1881 году Егор Егорович Вагнер покинул Петербургский университет и отправился в Новоалександрию (Люблинская губерния), чтобы занять должность доцента на кафедре лесной и сельскохозяйственной технологии в Ново-Александрийском институте сельского хозяйства и лесоводства. Несмотря на низкий уровень преподавания и довольно напряженную обстановку в университете, Егор Егорович не падал духом, даже если приходилось читать лекции в почти пустой аудитории. Он сумел заслужить уважение и студентов, и коллег-преподавателей, и в немалой мере способствовал улучшению учебно-методической работы.
В Ново-Александрийском институте осуществилось то, к чему так сильно стремился Вагнер. Впервые он располагал собственной научной лабораторией, впервые у него появились собственные ученики, выполняющие под его руководством задуманные им исследования.
Закончив разработку общего метода синтеза вторичных спиртов, Вагнер поставил перед собой задачу изучить закономерности окисления кетонов. В частности, он уточнил правило окисления кетонов, предложенное А.Н. Поповым в 1868-1872 гг.: «Окисление несимметричных ациклических кетонов осуществляется с разрывом углеродной цепи по обе стороны от карбонильной группы, что приводит в общем случае к образованию смеси четырёх кислот».
Экспериментальным путём Вагнер доказал, что продукты реакции главным образом зависят от размера радикалов, их строения, а также  от природы окислителя и температуры.
К декабрю 1884 года работа была завершена, и Вагнер защитил магистерскую диссертацию по теме «Синтез вторичных спиртов и их окисление». Она состояла из двух частей, в первую вошли наработки, сделанные в Петербурге, а во второй подробно рассматривались исследования, проведенные в Ново-Александрийском институте. Обе части в виде статей были опубликованы в ««Журнале Русского физико-химического общества» и заслужили высокой оценки членов общества. Спустя месяц после защиты Егор Егорович Вагнер был утвержден в должности профессора Ново-Александрийского института на кафедре общей и аналитической химии.

## Варшавский университет
В 1886 году в Варшавском университете освободилась вакансия на кафедре технической химии, и, последовав советам друзей, Вагнер подал ходатайство о переводе его в Варшаву. В результате он был назначен профессором  на кафедру общей химии при физико-математическом факультете в Варшавском университете и должен был читать два курса лекции - по органической и технической химии. Кроме того, Вагнеру полностью принадлежит заслуга по организации практических занятий по химии в университете. Он сам с нуля оборудовал несколько лабораторий для занятий со студентами.

### Реакция Вагнера (окисление по Вагнеру)
Сразу же после начала работы в университете Егор Егорович приступил к научным исследованиям, избрав своей задачей изучение окисления непредельных органических соединений разных классов с целью определения их структуры. Окисление он проводил, используя свой собственный метод — с помощью слабого раствора перманганата калия в щелочной среде. В литературе, данный метод получил названия «реакция Вагнера», «окисление по Вагнеру» или «перманганатная проба».
Проба считается положительной, если раствор перманганата быстро обесцвечивается в кислой среде или буреет в щелочной и нейтральной. Перманганатная проба является надежным свидетельством наличия кратных связей в химическом соединении.
Осенью 1888 года была опубликована монография Егора Егоровича Вагнера «К реакции окисления непредельных углеродистых соединений», представлявшая собой его докторскую диссертацию, и 28 ноября Совет Петербургского университета утвердил Е. Е. Вагнера в степени доктора химии.
В Варшаве Вагнер активно занимался популяризацией науки: его стараниями при Варшавском университете было открыто Общество естествоиспытателей, кроме того, он часто ездил в командировки и на научные съезды, привлекая к научной работе новых практикантов. Примечательно, что среди сотрудников его лаборатории было две женщины — С. Бушмакина и М. Идзьковская. Это был первый случай допущения женщин к научной работе в химической лаборатории в Варшавском университете. Егор Егорович подбирал учеников по одному единственному признаку — склонности к научным исследованиям и способности самозабвенно работать. Постепенно вокруг него сплотился коллектив подлинных энтузиастов, воодушевленных творческими замыслами своего учителя.

### Перегруппировка Вагнера-Меервейна
В 90-х годах в лабораториях Варшавского университета широким фронтом развернулись исследования терпенов с целью пролить свет на их сложную структуру.
Эфирные масла и камфора были известны людям с древних времен. В первой половине XIX века из эфирных масел были выделены многочисленные изомерные углеводороды  с общей формулой С10Н16, названные терпенами. Установить структуру этих соединений пытались многие известные химики того времени, но задача была непростой ввиду склонности терпенов к перегруппировкам, взаимным переходам и полимеризации.
Применив к соединениям этого ряда свой способ окисления раствором перманганата калия, Вагнер с учениками доказали наличие кратных связей в этих соединениях. Последовательно окисляя терпены до конечных продуктов – различных циклических кислот, им удалось определить структурные формулы следующих терпенов:
- моноциклические: пинол, собрерол, α-терпинеол, терпин, лимонен, карвон;
- бициклические: пинен, карон, камфен, борнилен и их производные.

Особого внимания заслуживает открытая Вагнером в 1899 году камфеновая перегруппировка первого рода («перегруппировка Вагнера-Меервейна»).
С докладами по изучению терпенов Вагнер выступал на различных конференциях: в 1897 году в г.Брауншвейге на 69-м съезде немецких естествоиспытателей и врачей; в 1898 году в Киеве на X съезде русских естествоиспытателей и врачей, где он был выбран председателем секции химии и дискутировал с профессорами В.Н. Ипатьевым, И.А. Каблуковым и Н.Д. Зелинским.
Многие ученики Вагнера защитили свои кандидатские диссертации, а его авторитет в Варшавском университете ещё более укрепился, когда в 1899 году Русское физико-химическое общество присудило ему высшую награду, которая ещё никому не присуждалась, - большую премию имени А.М. Бутлерова «за выдающееся научное значение работ и плодотворную педагогическую деятельность».
В 1899 году Вагнеру была предложена должность декана химического факультета Варшавского политехнического института. Егор Егорович успешно вел организационные дела и преподавал сразу в двух учебных заведениях. Так осуществилась его заветная мечта – им была создана великолепная, прекрасно оборудованная лаборатория, была создана научная школа, его школа, способная на большие дела.

## Личная жизнь
В 1874 году, ещё будучи студентом Казанского университета, Егор Егорович познакомился с Верой Александровной Бархатовой, дочерью казанского общественного деятеля. Вера Александровна получила прекрасное образование, она была увлечена театром, живописью, блестяще знала русскую литературу и читала  в подлинниках произведения европейских классиков. Это была жизнерадостная, сердечная, доброжелательная девушка, и встречи с ней стали для молодого Вагнера такой же потребностью, как и научная работа. Вскоре они поженились.
Вера Александровна поехала в Санкт-Петербург вместе с мужем. Семейная пара знакомилась с достопримечательностями столицы и регулярно посещала художественные выставки. В Петербурге у Вагнеров родились два сына, внесших в семейную жизнь новые радости и новые заботы. Егор Егорович был отличным семьянином. Жена и дети играли в его жизни большую роль. Его интересовала каждая мелочь в жизни его детей, а если кто-то из ребят заболевал, Егор Егорович просто не находил себе места от беспокойства.
Прошло пять лет петербургской жизни, и в 1880 году на Егора Егоровича обрушился страшный удар – умерла от чахотки Вера Александровна. Потеряв любимую жену и верного друга, Вагнер был близок к самоубийству, спасла его лишь моральная поддержка его тётки Марии Августовны, сестры отца, поспешно приехавшей в Петербург. После смерти жены все свободное время Егор Егорович посвящал работе.
В Варшаве Егор Егорович Вагнер вторично женился на Александре Афанасьевне Афанасьевой. От этого брака родилось двое детей – сын и дочь. Членом семьи Вагнеров все это время была и Мария Августовна, которая вернулась в Казань лишь в глубокой старости. Вместе с ней из Варшавы уехали и два сына Егора Егоровича от первого брака, по примеру отца они поступили в Казанский университет и специализировались по химии у А.М.Зайцева. Позже, один из них, Е.Е. Вагнер – младший, продолжил научные исследования в лаборатории отца в Варшаве.

## Конец пути
Осенью 1903-года самочувствие Е.Е. Вагнера стало резко ухудшаться. Его донимали сильные боли в желудке и общая слабость. После врачебного обследования у больного обнаружили раковую опухоль, требующую немедленного хирургического вмешательства. 12 ноября Вагнера оперировали, но опухоль оказалась таких больших размеров, что удалить её не представлялось возможным. К середине следующего дня больной стал слабеть, и 14 ноября 1903 года Егора Егоровича Вагнера не стало.